# Gewogen gemiddelde
Het gewogen gemiddelde is een gemiddelde van een reeks getallen met bijhorende reële positieve gewichten, de weegfactoren, waarvan de waarde het meest beïnvloed wordt door de getallen met het grootste gewicht. Dit gewicht kan onder meer een betrouwbaarheid uitdrukken, of het kan de populatiegrootte zijn die hoort bij getallen die zelf het gemiddelde zijn van een deelpopulatie.

## Gewogen rekenkundig gemiddelde
Het gewogen rekenkundig gemiddelde van n getallen {\displaystyle x_{1},\cdots ,x_{n}} met de gewichten {\displaystyle g_{1},\cdots ,g_{n}}, wordt gegeven door de formule:
{\displaystyle {\grave {\check {{\bar {x}}={\sum _{i=1}^{n}{g_{i}x_{i}} \over \sum _{i=1}^{n}{g_{i}}}}}}}
Als {\displaystyle \sum _{i=1}^{n}{g_{i}}=1} dan spreekt men van genormaliseerde gewichten.

## Gewogen harmonisch gemiddelde
Het gewogen harmonisch gemiddelde van n getallen {\displaystyle x_{1},\cdots ,x_{n}} met de gewichten {\displaystyle g_{1},\cdots ,g_{n}}, wordt gegeven door de formule:
{\displaystyle {\bar {x}}={\frac {\sum _{i=1}^{n}{g_{i}}}{\sum _{i=1}^{n}{\frac {g_{i}}{x_{i}}}}}}

## Voorbeeld
Het rekenkundig gemiddelde van de getallen {\displaystyle x_{1}=10,x_{2}=20,x_{3}=30,x_{4}=40} die alle even zwaar meetellen wordt gegeven door:
{\displaystyle {\bar {x}}={\frac {10+20+30+40}{4}}={\frac {100}{4}}=25.}
Het gewogen rekenkundig gemiddelde van de getallen {\displaystyle x_{1}=10,x_{2}=20,x_{3}=30,x_{4}=40} met gewichten {\displaystyle g_{1}=4,g_{2}=3,g_{3}=2,g_{4}=1} wordt gegeven door:
{\displaystyle {\bar {x}}={\frac {4\cdot 10+3\cdot 20+2\cdot 30+1\cdot 40}{4+3+2+1}}={\frac {200}{10}}=20.}
Het gewogen harmonisch gemiddelde van dezelfde getallen en gewichten wordt gegeven door:
{\displaystyle {\bar {x}}={\frac {4+3+2+1}{{\frac {4}{10}}+{\frac {3}{20}}+{\frac {2}{30}}+{\frac {1}{40}}}}={\frac {10}{\frac {77}{120}}}={\frac {1200}{77}}\approx 15,58441..}
betrouwbaarheid · 
centrummaat · 
gemiddelde · 
gewogen gemiddelde · 
interkwartielafstand · 
kans · 
kansrekening · 
kwartiel · 
mediaan · 
meetkundig gemiddelde · 
modus · 
p-waarde · 
percentiel · 
rekenkundig gemiddelde · 
schatten · 
significantie · 
scheefheid · 
spreiding · 
standaardafwijking · 
statistiek · 
statistische toets · 
steekproef · 
uitbijter · 
variatiecoëfficiënt · 
verdelingsfunctie